# عبدالظاهر السقا
عبدالظاهر السقا (عربی: عبد الظاهر السقا؛ زادهٔ ۳۰ ژانویهٔ ۱۹۷۴) یک بازیکن فوتبال اهل مصر است.

## باشگاهی
از باشگاه‌هایی که در آن بازی کرده‌است می‌توان به اسکی‌شهراسپور، گنچلربیرلیغی اسپور، و باشگاه فوتبال کونیاسپور، گنچلربیرلیغی اسپور، اشاره کرد.

## تیم ملی
وی همچنین در تیم ملی فوتبال مصر بازی کرده‌است.